# Twelve girls band
Twelve Girls Band (förenklad kinesiska: 女子十二乐坊; traditionell kinesiska: 女子十二樂坊) är en kinesisk musikgrupp endast bestående av kvinnor. Musikgruppen bestod tidigare av tolv medlemmar innan en trettonde medlem tillkom. Gruppen använder sig av klassiska kinesiska musikinstrument för att spela allt ifrån traditionell kinesisk musik till västerländska låtar. Gruppen skapades den 18 juni 2001, efter att gruppmedlemmarna valts ut i en tävling med mer än 4000 sökande. Alla medlemmarna har utbildning i klassisk musik och kommer från flera olika musikhögskolor i Kina, inkluderande den kinesiska musikakademin och den kinesiska nationaloperan.

## Historia
Kinesisk numerologi gav Wang Xiao-Jing idén till Twelve Girls Band. När Ziao-Jing bestämde sig för att han ville skapa en helt kvinnlig ensemble, visste han att han behövde tolv medlemmar. Enligt kinesisk mytologi är det tolv personer som spelar harpa som representerar kvinnligheten. För det nya projektet blev kvinnorna inspirerade av konsten från Yue Fang, ensemblerna som spelade i Tang Dynastins salar under åren 618 till 907 år efter Kristus.
Gruppen debuterade med sin moderna komposition med gamla kinesiska instrument i Kina och Japan under sommaren 2003. I Japan toppade deras album listorna i 30 veckor. Deras självbetitlade debut gavs ut i Nordamerika i augusti 2004 med en coverversion av Coldplays låt "Clocks" och låten "Only Time" av artisten Enya, och en massiv reklamkampanj i TV introducerade gruppen på den amerikanska marknaden.

## Uppträdande
I juli 2003 nådde deras första album i Japan, Beautiful Energy, toppen av J-pop-listan. De vann Japan Gold Disc Award 2004.
Gruppen turnerade i USA 2004 med turnén Miracle Tour, för att sedan återvända 2005.
Den 7 juli 2007 uppträdde Twelve Girls Band i Shanghai under visningen av Live Earth och nådde på detta sätt ut även till den europeiska publiken.

## Medlemmar
Medlemmar som spelar Er-hu;
- Qui Zihjing
- Shangguan Zhennan
- Yu Qiushi
- Jin Jing
- Luo Pianpian

Medlemmar som spelar Pi-Pa;
- Shi Juan
- Zhong Bao

Medlemmar som spelar Zhong-Ruan;
- Zang Xiaopeng

Medlemmar som spelar Zhu-Di;
- Chen Xuejiao
- Liao Binqu

Medlemmar som spelar Gu-Zheng;
- Yu Quixuan

Medlemmar som spelar Du-xian-Qing;
- Tang Xiaoyuan